# Johann Nepomuk Neumann
Johann Nepomuk Neumann (tyska: Johann Nepomuk Neumann, tjeckiska: Jan Nepomucký Neumann), född 28 mars 1811 i Prachatice, död 5 januari 1860 i Philadelphia, var en romersk-katolsk redemptorist och biskop från Böhmen. Han vördas som helgon i Romersk-katolska kyrkan, med minnesdag den 5 januari.

## Biografi
Johann Nepomuk Neumann fick sitt namn efter Johannes Nepomuk, Böhmens nationalhelgon. Han studerade teologi vid Karl-Ferdinands-Universität i Prag. När han studerade vid seminariet, fick han veta att det behövdes tyskspråkiga präster i USA. Neumann anlände till USA år 1836 och prästvigdes senare samma år av biskopen av New York, John Dubois. Neumann kom att verka på landsbygden kring Buffalo. År 1841 avlade han sina löften som redemptorist och missionerade i Maryland, Ohio, Pennsylvania och Virginia. I mars 1852 vigdes Neumann till biskop av Philadelphia av ärkebiskop Francis Kenrick. Biskop Neumann lät uppföra femtio kyrkor i sitt stift och öppnade en lång rad skolor. Han skrev två katekeser samt många verk på tyska. 

## Bilder
| - Biskop Neumanns vapen. - Helige Johann Nepomuk Neumanns sarkofag i St. Peter the Apostle Church i Philadelphia. |

### Webbkällor
- Agasso, Domenico. ”San Giovanni Nepomuceno Neumann, vescovo” (på italienska). Santi e Beati. Arkiverad från originalet den 6 januari 2021. https://archive.vn/xPaau. Läst 6 januari 2021.
- ”Saint John Nepomucene Neumann” (på engelska). CatholicSaints.Info. Arkiverad från originalet den 6 januari 2021. https://archive.md/V66uN. Läst 6 januari 2021.
- ”Bishop St. John Nepomucene Neumann, C.SS.R.” (på engelska). Catholic Hierarchy. Arkiverad från originalet den 6 januari 2021. https://archive.md/JTTqP. Läst 6 januari 2021.